# Kaylah McPhee
Kaylah McPhee (ur. 4 lutego 1998 w Brisbane) – australijska tenisistka.

## Kariera tenisowa
McPhee, która według profilu WTA woli twarde korty, zaczęła grać w tenisa w wieku siedmiu lat. W seniorskiej karierze zadebiutowała w lutym 2014 roku, na kortach australijskiego Port Pirie, biorąc udział w turnieju rangi ITF.
Dotychczas zwyciężyła w jednym singlowym i trzech deblowych turniejach rangi ITF. 16 września 2019 roku zajmowała najwyższe miejsce w rankingu singlowym WTA Tour – 199. pozycję, natomiast 29 stycznia 2024 osiągnęła najwyższą pozycję w rankingu deblowym – 218. miejsce.

## Finały turniejów WTA 125
| Legenda                   | Legenda |
| ------------------------- | ------- |
| Wielki Szlem              |         |
| Igrzyska olimpijskie      |         |
| WTA Tour Championships    |         |
| od 2021                   |         |
| WTA 1000 (obowiązkowe)    |         |
| WTA 1000 (nieobowiązkowe) |         |
| WTA 500                   |         |
| WTA 250                   |         |
| WTA 125                   |         |

### Gra podwójna 1 (0–1)
| Końcowy wynik | Nr | Data            | Turniej  | Nawierzchnia | Partnerka    | Przeciwniczki                      | Wynik finału |
| ------------- | -- | --------------- | -------- | ------------ | ------------ | ---------------------------------- | ------------ |
| Finalistka    | 1. | 6 stycznia 2024 | Canberra | Twarda       | Astra Sharma | Veronika Erjavec Darja Semeņistaja | 2:6, 4:6     |

## Wygrane turnieje rangi ITF
| turnieje z pulą nagród 100 000 $ (W100) |
| turnieje z pulą nagród 80 000 $ (W80)   |
| turnieje z pulą nagród 60 000 $ (W75)   |
| turnieje z pulą nagród 40 000 $ (W50)   |
| turnieje z pulą nagród 25 000 $ (W35)   |
| turnieje z pulą nagród 15 000 $ (W15)   |
| turnieje z pulą nagród 10 000 $         |

### Gra pojedyncza
|    | Data       | Turniej   | ($)    | Naw.   | Finalistka     | Wynik    |
| 1. | 08/12/2024 | Joinville | 15 000 | ziemna | Victoria Bosio | 6:3, 6:4 |